# Ire Works
Ire Works es el tercer álbum de estudio del grupo estadounidense de mathcore The Dillinger Escape Plan, publicado el 5 de noviembre en Europa y el 13 de noviembre en EE. UU. en el sello Relapse Records. Es el primer álbum de la banda que no cuenta con la participación del fundador y batería Chris Pennie, que prefirió tocar a tiempo completo con Coheed & Cambria. Pennie fue reemplazado por el antiguo miembro de Stolen Babies, Gil Sharone. Además, el guitarrista Brian Benoit no pudo grabar el disco debido a una lesión nerviosa, y tampoco pudo tomar parte en la gira de presentación del álbum, por lo que fue sustituido por Jeff Tuttle, quien sin embargo no hace aparición en el mismo. Según una entrevista publicada en la revista Terrorizer, éste es el último álbum que la banda edite en Relapse.
Ire Works debutó en el Billboard 200 en el puesto 142 con más de 7000 copias vendidas, una cifra que fue luego corregida a 11 000, cuando Relapse contó también las ventas anteriores a la publicación del disco. Presenta como invitados vocales a Dimitri Minakakis en "Fix Your Face" y a Brent Hinds (de Mastodon) en "Horse Hunter".

## Lista de canciones
1. "Fix Your Face" – 2:41
2. "Lurch" – 2:03
3. "Black Bubblegum" – 4:04
4. "Sick on Sunday" – 2:10
5. "When Acting as a Particle" – 1:23
6. "Nong Eye Gong" – 1:16
7. "When Acting as a Wave" – 1:33
8. "82588" – 1:56
9. "Milk Lizard" – 3:55
10. "Party Smasher" – 1:56
11. "Dead as History" – 5:29
12. "Horse Hunter" – 3:11
13. "Mouth of Ghosts" – 6:49

## Personal
- Greg Puciato - Voz
- Ben Weinman - Guitarra, piano, coros, programación
- Liam Wilson - Bajo
- Gil Sharone - Batería, percusión
- Dimitri Minakakis - Voz en "Fix Your Face"
- Brent Hinds - Voz en "Horse Hunter"
- Steve Evetts - Producción
- Shelby Cinca - Diseño gráfico